# Хи-распределение
Хи-распределение — непрерывное вероятностное распределение случайной величины, являющейся квадратным корнем суммы квадратов независимых нормальных случайных величин. Оно связано с хи-квадрат распределением и является распределением квадратного корня случайной величины, распределённой по закону {\displaystyle \chi ^{2}}.
Если {\displaystyle Z_{1},\ldots ,Z_{k}} являются независимыми, нормально распределёнными случайными величинами с нулевым математическим ожиданием (средним) и дисперсией равной 1, то статистика
{\displaystyle Y={\sqrt {\sum _{i=1}^{k}Z_{i}^{2}}}}
распределена по закону хи. Соответственно, если оценку среднеквадратического отклонения {\displaystyle s} разделить на {\displaystyle \mu _{1}/{\sqrt {n-1}}}, где {\displaystyle \mu _{1}} — среднее хи-распределения, то получится несмещённая оценка среднеквадратического отклонения нормального распределения. Хи-распределение имеет один параметр — {\displaystyle k}, который задаёт число степеней свободы (то eсть количество {\displaystyle Z_{i}}).
Самые известные примеры — распределение Рэлея (число степеней свободы равно двум) и статистика Максвелла — Больцмана (число степеней свободы — три).

## Определение

### Плотность вероятности
Плотность вероятности хи распределения равна
{\displaystyle f(x;k)={\begin{cases}{\dfrac {x^{k-1}e^{-x^{2}/2}}{2^{k/2-1}\Gamma \left({\frac {k}{2}}\right)}},&x\geqslant 0;\\0,&x<0.\end{cases}}}
где {\displaystyle \Gamma (z)} — гамма-функция.

### Функция распределения
Функция распределения равна:
{\displaystyle F(x;k)=P(k/2,x^{2}/2)\,}
где {\displaystyle P(k,x)} — регуляризованная гамма-функция.

### Производящие функции
Производящая функция моментов равна:
{\displaystyle M(t)=M\left({\frac {k}{2}},{\frac {1}{2}},{\frac {t^{2}}{2}}\right)+t{\sqrt {2}}\,{\frac {\Gamma ((k+1)/2)}{\Gamma (k/2)}}M\left({\frac {k+1}{2}},{\frac {3}{2}},{\frac {t^{2}}{2}}\right),}
где {\displaystyle M(a,b,z)} — вырожденная гипергеометрическая функция Куммера. Характеристическая функция равна:
{\displaystyle \varphi (t;k)=M\left({\frac {k}{2}},{\frac {1}{2}},{\frac {-t^{2}}{2}}\right)+it{\sqrt {2}}\,{\frac {\Gamma ((k+1)/2)}{\Gamma (k/2)}}M\left({\frac {k+1}{2}},{\frac {3}{2}},{\frac {-t^{2}}{2}}\right).}

## Свойства

### Моменты
Моменты вычисляются по формуле:
{\displaystyle \mu _{j}=2^{j/2}{\frac {\Gamma ((k+j)/2)}{\Gamma (k/2)}}}
где {\displaystyle \Gamma (z)} — гамма-функция. Первые шесть моментов задаются по следующим формулам:
{\displaystyle \mu _{1}={\sqrt {2}}\,\,{\frac {\Gamma ((k\!+\!1)/2)}{\Gamma (k/2)}}}
{\displaystyle \mu _{2}=k\,}
{\displaystyle \mu _{3}=2{\sqrt {2}}\,\,{\frac {\Gamma ((k\!+\!3)/2)}{\Gamma (k/2)}}=(k+1)\mu _{1}}
{\displaystyle \mu _{4}=k(k+2)\,}
{\displaystyle \mu _{5}=4{\sqrt {2}}\,\,{\frac {\Gamma ((k\!+\!5)/2)}{\Gamma (k/2)}}=(k+1)(k+3)\mu _{1}}
{\displaystyle \mu _{6}=k(k+2)(k+4)\,}
где правые выражения получены, используя рекуррентное соотношение для гамма-функции:
{\displaystyle \Gamma (x+1)=x\Gamma (x)\,}
Также из этих выражений можно получить следующие формулы:
Среднее: {\displaystyle \mu ={\sqrt {2}}\,\,{\frac {\Gamma ((k+1)/2)}{\Gamma (k/2)}}}
Дисперсия: {\displaystyle \sigma ^{2}=k-\mu ^{2}\,} — из выражений для первых двух моментов.
Коэффициент асимметрии: {\displaystyle \gamma _{1}={\frac {\mu }{\sigma ^{3}}}\,(1-2\sigma ^{2})}
Коэффициент эксцесса: {\displaystyle \gamma _{2}={\frac {2}{\sigma ^{2}}}(1-\mu \sigma \gamma _{1}-\sigma ^{2})}

### Энтропия
Дифференциальная энтропия задаётся по формуле:
{\displaystyle S=\ln(\Gamma (k/2))+{\frac {1}{2}}(k\!-\!\ln(2)\!-\!(k\!-\!1)\psi ^{0}(k/2))}
где {\displaystyle \psi ^{0}(z)} — полигамма-функция.

## Связь с другими распределениями
- Если {\displaystyle X\sim \chi _{k}}, тогда {\displaystyle X^{2}\sim \chi _{k}^{2}} (хи-квадрат-распределение)
- {\displaystyle \lim _{k\to \infty }{\tfrac {\chi _{k}-\mu _{k}}{\sigma _{k}}}{\xrightarrow {d}}\ N(0,1)\,} (нормальное распределение)
- Если {\displaystyle X\sim N(0,1)\,}, то {\displaystyle |X|\sim \chi _{1}\,}
- Если {\displaystyle X\sim \chi _{1}\,}, то {\displaystyle \sigma X\sim HN(\sigma )\,} (полунормальное распределение) для любых {\displaystyle \sigma >0\,}
- {\displaystyle \chi _{2}\sim \mathrm {Rayleigh} (1)\,} (распределение Рэлея)
- {\displaystyle \chi _{3}\sim \mathrm {Maxwell} (1)\,} (распределение Максвелла)
- {\displaystyle \|{\boldsymbol {N}}_{i=1,\ldots ,k}{(0,1)}\|_{2}\sim \chi _{k}} (вторая норма от {\displaystyle k} стандартных нормальных случайных величин — хи-распределение с {\displaystyle k} степенями свободы)
- Хи-распределение — специальный случай гамма-распределения, распределение Накагами и нецентрального хи-распределения.

| Название                               | Статистика                                                                                      |
| -------------------------------------- | ----------------------------------------------------------------------------------------------- |
| хи-квадрат распределение               | {\displaystyle \sum _{i=1}^{k}\left({\frac {X_{i}-\mu _{i}}{\sigma _{i}}}\right)^{2}}           |
| нецентральное хи-квадрат распределение | {\displaystyle \sum _{i=1}^{k}\left({\frac {X_{i}}{\sigma _{i}}}\right)^{2}}                    |
| хи-распределение                       | {\displaystyle {\sqrt {\sum _{i=1}^{k}\left({\frac {X_{i}-\mu _{i}}{\sigma _{i}}}\right)^{2}}}} |
| нецентральное хи-распределение         | {\displaystyle {\sqrt {\sum _{i=1}^{k}\left({\frac {X_{i}}{\sigma _{i}}}\right)^{2}}}}          |